# Stephanie James
Stephanie James, dawniej Stephanie Bagan (ur. 15 lipca 1988) – amerykańska lekkoatletka, skoczkini o tyczce.
Medalistka mistrzostw NCAA (2008), finalistka mistrzostw USA.

## Rekordy życiowe
- Skok o tyczce – 4,36 (2008)
- Skok o tyczce (hala) – 4,30 (2010)